# Apatity
Apatity è una cittadina della Russia europea settentrionale, situata nella penisola di Kola a breve distanza dal lago Imandra, compresa amministrativamente nell'oblast' di Murmansk.
È un insediamento molto recente, essendo stata fondata nel 1929 per lo sfruttamento dei giacimenti di apatite (donde il nome); lo status di città arrivò nel 1966. La cittadina è sede di un aeroporto, che serve anche la città di Kirovsk, 25 chilometri più a est.

## Società

### Evoluzione demografica
Fonte: mojgorod.ru
- 1939: 4 000
- 1959: 15 200
- 1970: 45 600
- 1989: 88 000
- 2002: 64 405
- 2006: 62 900

## Infrastrutture e trasporti

### Aereo
La città è servita dall'aeroporto di Kirovsk-Apatity con i voli di linea da/per Mosca effettuati dalla compagnia aerea russa Aeroflot-Nord.